# Stilpnia cyanoptera
O sanhaço cabeça preta (Stilpnia cyanoptera) é uma espécie de ave passeriforme da família Thraupidae que vive na América do Sul.

## Subespécies
- Stilpnia cyanoptera cyanoptera (Swainson, 1834)
- Stilpnia cyanoptera whitelyi (Salvin y Godman, 1884)

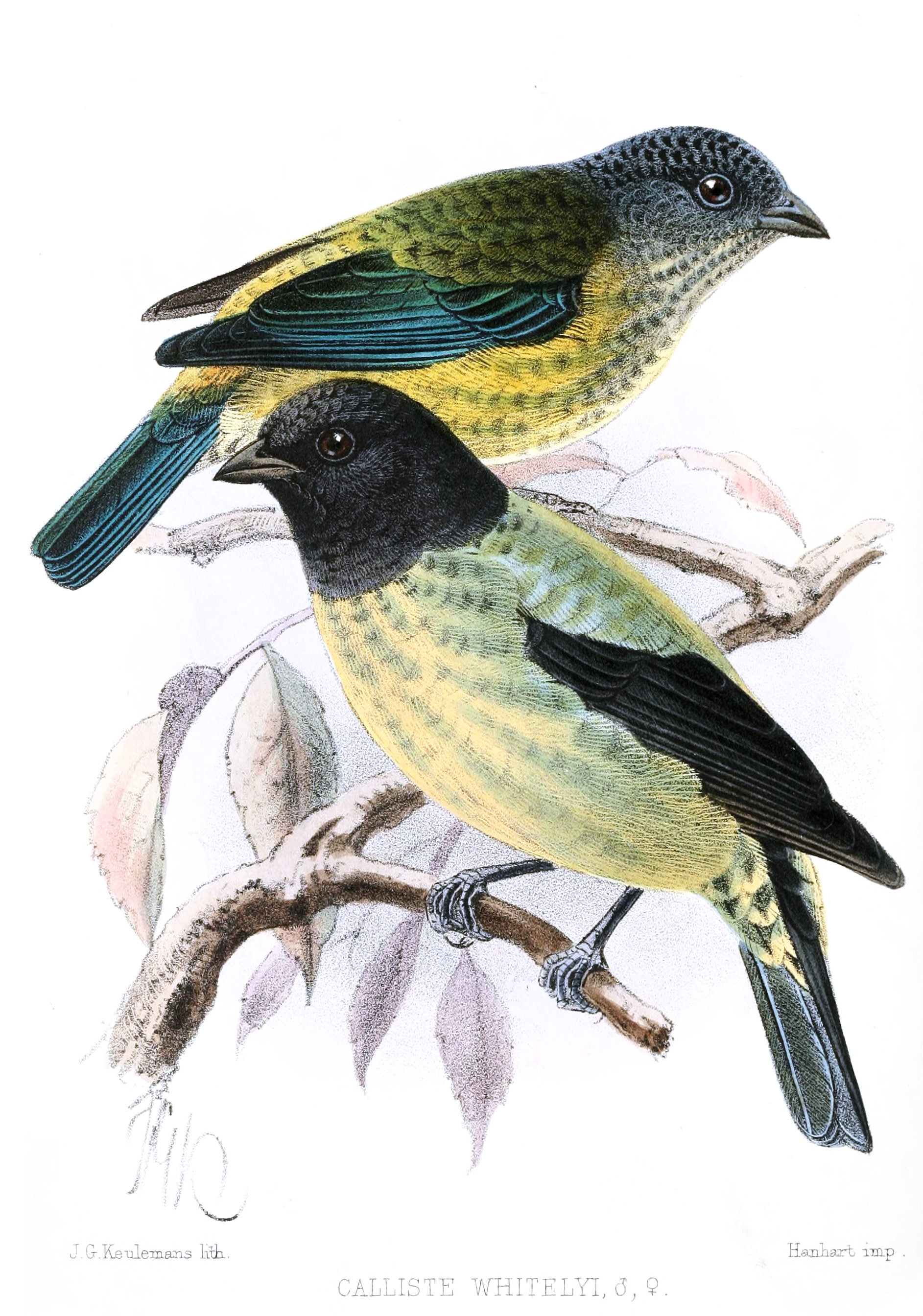

## Distribuição e habitat
Esta espécie de ave se encontra distribuída por Brasil, Colombia, Venezuela  e Guiana.
Seus habitats naturais são os bosques húmidos sub-tropicais ou tropicaies de terras baixaas e os bosques de montanha.